# Bondo (Kenia)

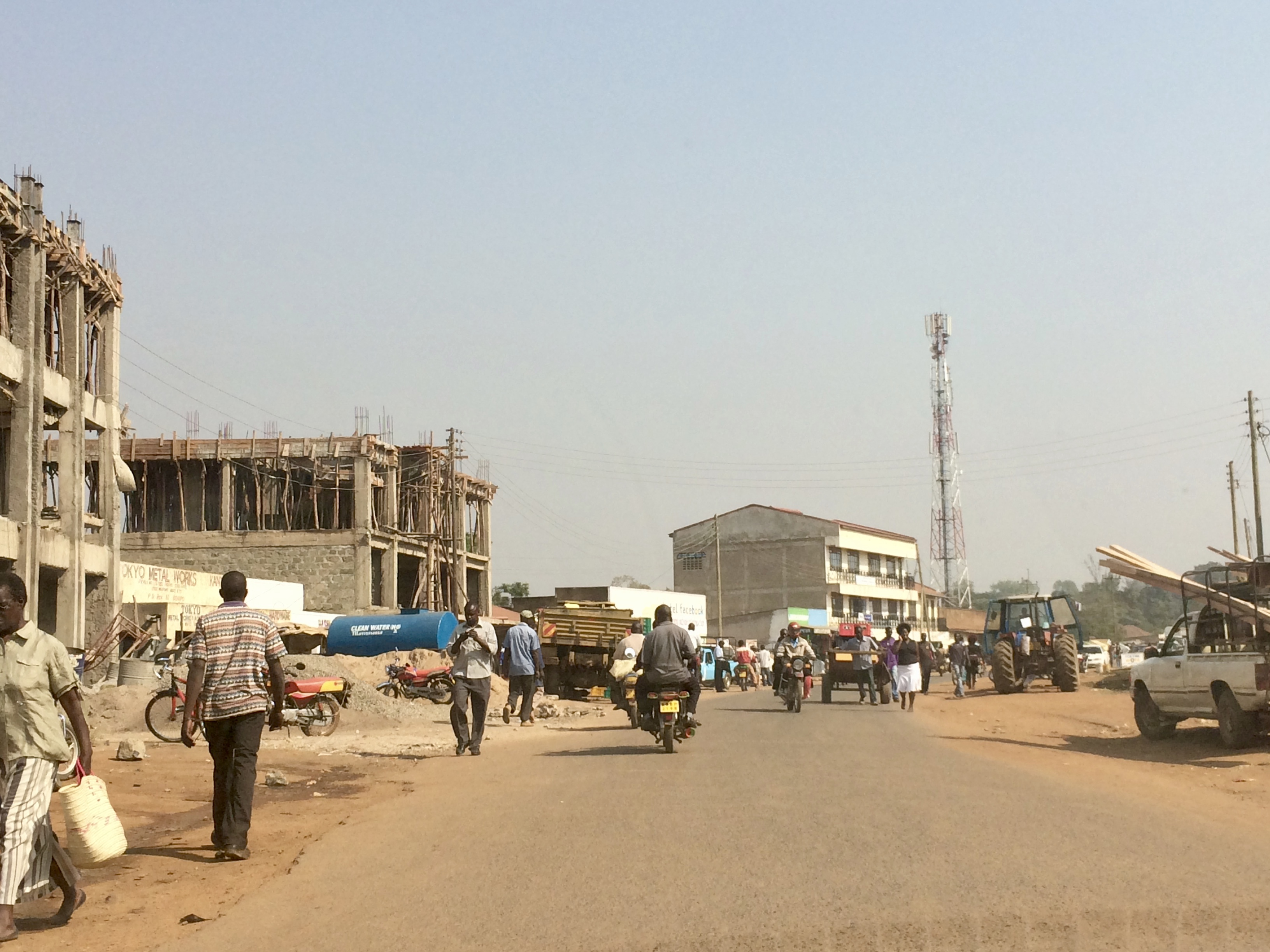

Bondo ist eine Stadt mit etwa 29.000 Einwohnern im Siaya County in Kenia. Vor dessen Auflösung im Rahmen der Verfassung von 2010 war Bondo die Hauptstadt des gleichnamigen Distrikts. Bondo liegt nahe dem Ostufer des Victoriasees an der C 27 von Kisumu nach Kadimu.

## Söhne und Töchter der Stadt
- Oginga Odinga (1911–1994), Politiker